# David Lidington
David Roy Lidington  (ur. 30 czerwca 1956 w Lambeth) – polityk brytyjskiej Partii Konserwatywnej, od 1992 poseł do Izby Gmin. W latach 2016–2017 Przewodniczący Izby Gmin. Od 11 czerwca 2017 roku minister sprawiedliwości i Lord kanclerz, od 8 stycznia 2018 do 24 lipca 2019 zajmował stanowisko kanclerza Księstwa Lancaster.

## Życiorys
Lidington kształcił się na Uniwersytecie w Cambridge, gdzie ukończył historię i obronił pracę doktorską w 1988 roku.
Jest żonaty i ma czterech synów, deklaruje się jako anglikanin.

### Od 1992 do 2010
W wyborach w 1992 roku został wybrany do Izby Gmin z okręgu wyborczego Aylesbury. W maju 2002 roku został powołany w skład gabinetu cieni, kiedy Partia Konserwatywna była w opozycji.

### Od 2010
Po wyborach parlamentarnych w 2010 roku wszedł w skład rządu Davida Camerona, jako sekretarz stanu ds. Europy. Od 14 lipca 2016 do 11 czerwca 2017 pełnił funkcję Przewodniczącego Izby Gmin i Lorda Przewodniczącego Rady. 11 czerwca 2017 roku został powołany w skład gabinetu Theresy May jako Minister Sprawiedliwości i Lord kanclerz. 8 stycznia 2018 roku został kanclerzem Księstwa Lancaster. Po tym awansie stał się de facto drugą osobą w rządzie po premier Theresie May.